# Sparganothis demissana
Sparganothis demissana es una especie de polilla del género Sparganothis, categorizada en la tribu Sparganothini, de la subfamilia Tortricinae.
Fue descrita por Walsingham en 1879 y publicada en Illust. typical Specimens Lepid. Heterocera Colln. Br. Mus 4: 19.

## Distribución
Se distribuye por América del Norte: Estados Unidos, en el estado de Texas.